# Jason Hook
Pour les articles homonymes, voir Hook.
 (avril 2024).
La mise en forme du texte ne suit pas les recommandations de Wikipédia : il faut le « wikifier ».
Les points d'amélioration suivants sont les cas les plus fréquents. Le détail des points à revoir est peut-être précisé sur la page de discussion.
- Les titres sont pré-formatés par le logiciel. Ils ne sont ni en capitales, ni en gras.
- Le texte ne doit pas être écrit en capitales (les noms de famille non plus), ni en gras, ni en italique, ni en « petit »…
- Le gras n'est utilisé que pour surligner le titre de l'article dans l'introduction, une seule fois.
- L'italique est rarement utilisé : mots en langue étrangère, titres d'œuvres, noms de bateaux, etc.
- Les citations ne sont pas en italique mais en corps de texte normal. Elles sont entourées par des guillemets français : « et ».
- Les listes à puces sont à éviter, des paragraphes rédigés étant largement préférés. Les tableaux sont à réserver à la présentation de données structurées (résultats, etc.).
- Les appels de note de bas de page (petits chiffres en exposant, introduits par l'outil «  Source ») sont à placer entre la fin de phrase et le point final[comme ça].
- Les liens internes (vers d'autres articles de Wikipédia) sont à choisir avec parcimonie. Créez des liens vers des articles approfondissant le sujet. Les termes génériques sans rapport avec le sujet sont à éviter, ainsi que les répétitions de liens vers un même terme.
- Les liens externes sont à placer uniquement dans une section « Liens externes », à la fin de l'article. Ces liens sont à choisir avec parcimonie suivant les règles définies. Si un lien sert de source à l'article, son insertion dans le texte est à faire par les notes de bas de page.
- La présentation des références doit suivre les conventions bibliographiques. Il est recommandé d'utiliser les modèles {{Ouvrage}}, {{Chapitre}}, {{Article}}, {{Lien web}} et/ou {{Bibliographie}}. Le mode d'édition visuel peut mettre en forme automatiquement les références.
- Insérer une infobox (cadre d'informations à droite) n'est pas obligatoire pour parachever la mise en page.

Pour une aide détaillée, merci de consulter Aide:Wikification.
Si vous pensez que ces points ont été résolus, vous pouvez retirer ce bandeau et améliorer la mise en forme d'un autre article.
Jason Hook, né Thomas Jason Grinstead, est un guitariste canadien, né le 3 octobre 1970 ) Toronto. Il est célèbre pour avoir été le guitariste principal du groupe de heavy metal américain Five Finger Death Punch. Après avoir quitté ce groupe, il a fondé Flat Black, un groupe de heavy metal/hard rock.

## Carrière
Après avoir consacré de nombreuses années à peaufiner son art au Canada, Hook a signé avec Elektra Records avec son groupe No Love Lost. Ils ont enregistré un album à Los Angeles avec le producteur Beau Hill, mais malheureusement, il n'a jamais été publié. Hook s'est retrouvé seul à Los Angeles en tant que musicien de session, et il a brièvement rejoint le groupe de hard rock BulletBoys. Par la suite, en 2000, il a été recruté par la chanteuse pop Hilary Duff pour être son guitariste lors de ses concerts live, tout en jouant également en studio pour elle. Il a également accompagné Mandy Moore lors de sa tournée en 2001. Hook est rapidement devenu un musicien de session très demandé à Los Angeles, travaillant avec divers artistes tels que le Vince Neil Band et Alice Cooper.
En 2007, Hook a lancé son premier album instrumental dans le genre hard rock/metal intitulé "Safety Dunce". Deux ans plus tard, en 2009, il a enregistré son deuxième album solo, "American Justice", qui malheureusement n'a jamais été publié. Cet album comportait des apparitions spéciales d'artistes renommés tels qu'Alice Cooper et des membres de Five Finger Death Punch.
Au début de 2009, l'annonce est tombée que Hook rejoignait le groupe de heavy metal Five Finger Death Punch, prenant ainsi la place du guitariste Darrell Roberts. Le 22 septembre 2009, le groupe a sorti l'album "War Is the Answer", qui a décroché une première place au numéro 7 sur le classement Billboard Top 200. Par la suite, Five Finger Death Punch a connu un succès fulgurant, accumulant 14 chansons classées numéro un et vendant un total de 12 millions d'albums dans le monde. De nombreux succès du groupe, tels que "Inside Out", "Sham Pain", "Lift Me Up", "Battle Born", "A Little Bit Off", "Wash It All Away", "Coming Down" et "Remember Everything", ont été co-écrits par Hook, contribuant ainsi à leur renommée.
En 2019, Hook a dû subir en urgence une opération de la vésicule biliaire, l'obligeant à quitter la tournée européenne de Five Finger Death Punch prématurément. Pour le reste de la tournée, le guitariste Andy James de Sacred Mother Tongue l'a remplacé.
En février 2020, Hook a pris la décision de quitter Five Finger Death Punch. Le groupe a officialisé son départ en octobre de la même année, avec Andy James assurant désormais le rôle de remplaçant permanent. Dans une interview en 2021, Hook a expliqué son départ en disant : "Quant à la raison pour laquelle je pars... eh bien, il n'y en a pas vraiment une seule. J'ai été membre de groupes toute ma vie et je sens que j'ai accompli tout ce que je pouvais ici. Il est temps de passer le relais et de relever de nouveaux défis."
Pendant la pandémie, Hook s'est investi dans divers projets, dont la réalisation d'un clip pour le single "Blame It on the Double" de Cory Marks en 2021. Il a également collaboré avec Dorothy sur la chanson "A Beautiful Life" issue de l'album "Gifts of the Holy Spirit".
En 2023, le nouveau projet de heavy metal de Hook, Flat Black, a été lancé, marquant un nouveau chapitre musical sous l'aile de Shelter Music Group. En juillet de cette même année, le groupe a conclu un accord avec Concord Music Group / Fearless Records. Le premier album de Flat Black, produit par Hook lui-même, est programmé pour une sortie début 2024.

### Apparitions au cinéma et à la télévision
Le 9 juillet 2013, Hook a fait une apparition remarquée dans l'émission "Counting Cars" de History Channel. Sa moto étant tombée en panne sur le bord de la route, la star de la série, Danny "The Count" Koker, est "fortuitement" venue à sa rescousse et l'a aidé à remettre sa moto en marche. Plus tard dans l'épisode, Hook est revenu dans le magasin de tatouage de Koker pour se faire tatouer par Ace Frehley.
Hook a également fait une apparition dans un épisode de l'émission "My Cat from Hell".
Hook a été présent dans le documentaire cinématographique "Hired Gun" sorti en 2016.